# 福岡県道208号松江停車場線
福岡県道208号松江停車場線（ふくおかけんどう208ごう しょうえていしゃじょうせん）は、福岡県豊前市を通る一般県道である。

## 概要
福岡県豊前市大字松江のJR九州日豊本線 豊前松江駅前から国道10号交点に至る。

### 路線データ
- 起点：福岡県豊前市大字松江（JR九州日豊本線 豊前松江駅前）
- 終点：福岡県豊前市大字松江（豊前松江駅前交差点、国道10号交点）

## 地理

### 通過する自治体
- 豊前市

### 交差する道路
| 交差する道路 | 交差する場所 | 交差する場所              |
| ------------ | ------------ | ------------------------- |
| 国道10号     | 大字松江     | 豊前松江駅前交差点 / 終点 |

### 沿線
- JR九州日豊本線 豊前松江駅